# 안드로메디아
안드로메디아(アンドロメデイア: Andromedia)는 일본에서 제작된 미이케 다카시 감독의 1998년 범죄, 드라마, SF, 멜로/로맨스 영화이다. 시마부쿠로 히로코 등이 주연으로 출연하였고 카스가 타카시 등이 제작에 참여하였다.

## 출연

### 주연
- 시마부쿠로 히로코
- 이마이 에리코
- 우에하라 타카코

### 조연
- 아라카키 히토에
- 하라다 켄지
- 카라토 료
- 크리스토퍼 도일
- 타구치 토모로오
- 잇사

## 제작진
- 원작자: 와타나베 코지
- 미술: 이시게 아키라